# Valle de Santiago (kommun)
Valle de Santiago är en kommun i Mexiko.   Den ligger i delstaten Guanajuato, i den centrala delen av landet, 250 km väster om huvudstaden Mexico City.
Följande samhällen finns i Valle de Santiago:
- Valle de Santiago
- Santa Ana
- Santa Bárbara
- Hoya de Cintora
- Rancho Seco de Guantes
- Pozo de Aróstegui
- Rancho Nuevo de San Andrés
- San Vicente de Garma
- Bella Vista de Santa María
- Zapote de San Vicente
- Los Martínez
- San Isidro de Mogotes
- Sabino de Santa Rosa
- Mogotes de San José Parangueo
- San José de Araceo
- Rincón de Alonso Sánchez
- Ranchos Unidos
- La Enmarañada
- La Isla
- Cahuageo
- Crucitas
- Pozo de Parangueo
- Presa de San Andrés
- Coalanda
- Rancho Viejo de Torres
- San Francisco Chihuindo
- Colonia Nueva de Guantes
- Santa Catarina
- San José de la Montaña
- Copales
- Paso Blanco
- San Isidro de Pitahayo
- Terán
- El Jagüey
- Manga de Buenavista
- San Joaquín
- Mesa de San Agustín
- El Pitahayo
- Peguero
- Las Liebres
- La Jaulilla
- Ampliación las Estacas
- San José del Brazo
- Colonia el Calvario
- Santiago Apóstol
- Puerto de Araceo
- Santa Rosa
- Chicamito
- Rancho de los Sosas
- Rancho de Guadalupe
- Jahuiques
- San Manuel Quiriceo
- El Circuito
- Ampliación Colonia Loma del Chorrito
- Changueo
- Hoya de Álvarez
- Colonia Solidaridad
- Rojas
- La Tejonera
- La Palizada
- Ranchito de Paredones